# Eupetersia sakalava
Eupetersia sakalava är en biart som beskrevs av Blüthgen 1936. Eupetersia sakalava ingår i släktet Eupetersia och familjen vägbin. Inga underarter finns listade i Catalogue of Life.